# Cornelius Kok I
Corneli(u)s Kok I (Piketberg, 1746 - Campbell, 1820) was een leider (kaptyn) van de Griekwa in Zuid-Afrika.

## Biografie
Cornelius Kok werd geboren in Piketberg in 1746 als zoon van de eerste kaptyn, Adam Kok I. Na een verblijf in Kamiesberg werd hij door zijn vader op verkenning gestuurd naar de noordelijke oever van de Oranjerivier, waar hij zich met zijn volgelingen vestigde, zowel Griekwa als Khoisan. In 1795 volgde hij zijn overleden vader op als kaptyn en in 1800 liet hij zich dopen door missionarissen van het Londens Zendingsgenootschap.
In 1804 adviseerden twee missionarissen Kok en Barend Barends om zich in Klaarwater te vestigen, waar Griekwastad werd gesticht. Grootschalige immigratie naar Griekwastad leidde echter tot een periode van wanorde. Kok trad af ten gunste van zijn oudste zoon Adam Kok II en keerde terug naar Kamiesberg. In 1816 probeerde hij opnieuw zijn gezag terug te winnen in Griekwastad, maar dit mislukte. Hij vertrok met zijn zoon Cornelius Kok II naar Campbell en overleed daar in 1820. Adam Kok II werd kaptyn in Griekwastad en later Philippolis en Cornelis Kok II in Campbell.